# جورج إي. بف
جورج إي. بف (بالإنجليزية: George E. Pugh)‏ هو محامي وسياسي أمريكي، ولد في 28 نوفمبر 1822 بسينسيناتي في الولايات المتحدة، وتوفي بنفس المكان في 19 يوليو 1876. حزبياً، نشط في الحزب الديمقراطي. وقد انتخب Ohio Attorney General ‏ (12 يناير 1852 – 9 يناير 1854) وانتخب عضو مجلس نواب أوهايو وانتخب عضو مجلس الشيوخ الأمريكي (4 مارس 1855 – 4 مارس 1861).